# Ezequiel Óscar Scarione
Ezequiel Óscar Scarione (José Clemente Paz, 14 luglio 1985) è un calciatore argentino, centrocampista svincolato.

## Carriera
Nella stagione 2012-2013, quando militava nelle file del San Gallo, è stato capocannoniere del campionato svizzero con 21 gol segnati in 35 presenze. Il 30 giugno 2013 passa a titolo definitivo ai turchi del Kasımpaşa.

## Palmarès

### Individuale
- Capocannoniere del Campionato svizzero: 1

2012-2013 (21 reti)